# Neila
Neila település Spanyolországban, Burgos tartományban. Neila Duruelo de la Sierra, Regumiel de la Sierra, Quintanar de la Sierra, Valle de Valdelaguna, Huerta de Arriba, Villavelayo és Mansilla de la Sierra községekkel határos. Lakosainak száma 119 fő (2024).

## Népesség
A település népessége az utóbbi években az alábbiak szerint változott:
| Lakosok száma | 228  | 235  | 239  | 204  | 214  | 175  | 171  | 154  | 144  | 119  |
|               | 2001 | 2004 | 2006 | 2009 | 2011 | 2014 | 2016 | 2019 | 2021 | 2024 |